# Lee Sun-hee (taekwondista)
Lee Sun-Hee (21 de outubro de 1978) é uma taekwondista sul-coreana campeã olímpica e mundial.
Lee Sun-Hee competiu nos Jogos Olímpicos de 2000, na qual conquistou a medalha de ouro.